# تاكوم كاوامورا
تاكوم كاوامورا (باليابانية: 川村 拓夢) (مواليد 28 أغسطس 1999) هو لاعب كرة قدم ياباني.

## وصلات خارجية
- تاكوم كاوامورا على موقع الاتحاد الأوربي (الإنجليزية)
- تاكوم كاوامورا على موقع رابطة كرة القدم اليابانية للمحترفين (اليابانية)
- تاكوم كاوامورا على موقع إي إس بي إن إف سي (الإنجليزية)
- تاكوم كاوامورا على موقع قاعدة بيانات كرة القدم.إي يو (الإنجليزية)
- تاكوم كاوامورا على موقع ناشيونال فوتبول تيمز (الإنجليزية)
- تاكوم كاوامورا على موقع Soccerbase.com (لاعب) (الإنجليزية)
- تاكوم كاوامورا على موقع Soccerway.com (الإنجليزية)
- تاكوم كاوامورا على موقع عالم كرة القدم.نت (الإنجليزية)